# کورتانتزه
کورتانتزه (به ایتالیایی: Cortanze) یک کومونه در ایتالیا است که در استان آسته واقع شده‌است.

## خصوصیات
کورتانتزه ۴٫۵ کیلومترمربع مساحت و ۲۹۵ نفر جمعیت دارد و ۲۹۹ متر بالاتر از سطح دریا واقع شده‌است.